# Remoção de favelas nos Estados Unidos

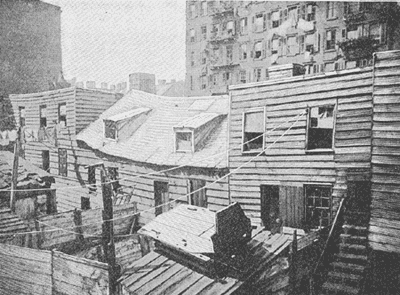
Uma fileira de casas no bairro em Five Points, Manhattan, 1879.

Remoção de favelas nos Estados Unidos tem sido usada como uma estratégia de renovação urbana para regenerar bairros abandonados ou degradados, muitas vezes para serem substituídos por empreendimentos alternativos ou novas habitações. Os primeiros apelos foram feitos durante o século XIX, embora a eliminação em massa de favelas só tenha ocorrido depois da Segunda Guerra Mundial, com a introdução do Housing Act of 1949, que oferecia subsídios federais para remodelações. O programa terminou em 1974, tendo impulsionado mais de dois mil projetos com custos superiores a US$ 50 bilhões.

## Antecedentes
As favelas contemporâneos remontam ao crescimento populacional nas cidades industriais durante a Revolução Industrial, onde os trabalhadores se aglomeravam em habitações subdivididas ou improvisadas porque não havia novas habitações disponíveis. O Congresso autorizou US$ 20.000 para uma pesquisa sobre as condições das favelas das grandes cidades em 1892, embora não tenha tomado nenhuma medida até o último ano da presidência de Herbert Hoover, em 1932.

A definição de "favela" foi classificada pela Federal Housing Act of 1937 como: 
"qualquer área onde predominam moradias que, por motivo de degradação, superlotação, arranjos ou projeto defeituosos, falta de ventilação, luz ou instalações sanitárias, ou qualquer combinação desses fatores, são prejudiciais à segurança, à saúde ou à moral".
Os programas de remoção suscitaram algumas críticas, especialmente pela falta de atenção dada ao potencial de regeneração de estruturas existentes consideradas arruinadas. Algumas favelas podem ter sido viáveis para limpeza barata através do uso de medidas mais rigorosas de segurança e saneamento. Em meados do século XX, foi criado um tribunal habitacional em Baltimore com o poder de impor sanções por violações dos códigos de prática acordados, o que por sua vez ajudou a regenerar cerca de dezesseis mil propriedades em favelas.

## Obstáculos
O Housing Act of 1949 ofereceu subsídios federais para projetos de redesenvolvimento locais, permitindo que agências locais limpassem e vendessem terrenos degradados para redesenvolvimento, até um limite de US$ 808 milhões por ano. Os subsídios federais ajudaram a aliviar potenciais obstáculos na aquisição de terrenos com elevados custos de aquisição. Em alguns casos, as cidades não estavam dispostas a progredir na eliminação de favelas, a menos que montantes significativos do custo inicial original pudessem ser recuperados através da venda dos terrenos melhorados. Estimativas da National Association of Home Builders sugeriram que os subsídios autorizados até ao montante máximo poderiam ter custado mais de US$ 12 bilhões.
A lei foi prejudicada por prioridades defensivas, com concessões de autorização adiadas se o projeto não fosse consistente com os requisitos de defesa. A limpeza de favelas e áreas devastadas poderia ser justificada como servindo ao esforço defensivo, uma vez que estas áreas eram consideradas as mais vulneráveis em caso de ataque inimigo. Em 1951, 32 cidades e vilas inquiridas indicaram que grande parte dos seus terrenos desmatados seria reutilizado para empreendimentos residenciais privados, incluindo também algumas habitações sociais.
Alguns projetos de eliminação de favelas sofreram atrasos devido à hostilidade dos residentes locais em relação à remoção e à migração forçada. Em alguns bairros, residentes estrangeiros e residentes de minorias étnicas ocupavam algumas das piores habitações do centro da cidade, mas temiam afastar-se da sua própria língua e grupos culturais. Os afro-americanos, em particular, sentiam fortemente que as suas áreas e casas eram alvo de renovação urbana através de meios de limpeza étnica e que seriam classificados como o tipo "errado" de pessoas que vivem na cidade, incapazes de o impedir sem uma política adequada ou controles em vigor.

## Século XX
Entre 1932 e 1952, a erradicação das favelas foi apoiada a nível federal, mas quase todas as cidades ainda continham bairros com habitações abandonadas ou inseguras. O Emergency Relief and Construction Act de 1932 aprovou empréstimos para remoção de favelas e novas moradias de baixo custo, mas a cidade de Nova York foi o único lugar onde o desenvolvimento ocorreu sob a lei. Em 1933, a lei foi substituída pela National Industrial Recovery Act, que se concentrava na eliminação de favelas e na construção de casas para famílias de baixa renda e produziu quase 60 projetos que construíram cerca de 24.500 novas casas. O primeiro programa federal de remoção de favelas foi proposto pelo presidente Franklin D. Roosevelt em 1933, citando o alto custo dos terrenos como a principal razão para a intervenção governamental. Em 1949, a Comissão Bancária e Monetária do Senado declarou no seu relatório que 1 em cada 5 famílias urbanas vivia em favelas. A lei federal exigia que as cidades realojassem os residentes deslocados em residências permanentes seguras e higiénicas antes da demolição das suas casas nas favelas, com prioridade para habitação pública disponível. Um relatório de 1950 sugeriu que mais de seis milhões de habitações, representando cerca de 20% de todas as habitações da cidade, não cumpriam os padrões mínimos de saneamento.
Após a Segunda Guerra Mundial, as questões habitacionais tornaram-se no topo da agenda política interna, incluindo a erradicação das favelas. O Congresso em 1949 aprovou a Housing and Home Finance Agency para oferecer assistência local em projetos de renovação com doações entre 66 e 75% do custo do projeto. Em algumas cidades, as favelas foram desmantelados apenas por razões estéticas, com pouca consideração pelos deslocados. Apesar dos 6,5 milhões de novas unidades habitacionais construídas entre 1945 e 1952, algumas cidades registaram uma expansão nas áreas de favelas.
Embora a eliminação de favelas não tenha tido destaque durante as eleições presidenciais de 1952, o presidente eleito Dwight D. Eisenhower referiu-se à exigência de moradia decente para os americanos forçados a viver em favelas como uma "obrigação moral". Em 1957, o Congresso começou a planear uma nova legislação que ajudaria a limpar favelas, tendo autorizado o governo federal a fornecer 1,25 mil milhões de dólares em financiamento desde 1949 às cidades para regeneração ou demolição de favelas. Os estados aos quais foi prometido financiamento incluíam US$ 143 milhões para Nova York, US$ 83 milhões para Illinois e quase US$ 29 milhões para Massachusetts.
Alguns estados, como a Florida, o Mississipi e a Carolina do Sul, não aprovaram leis que permitissem às suas comunidades participar em programas de remoção de favelas. A presidência de Dwight D. Eisenhower pretendia reduzir o orçamento para o Urban Renewal Program de US$ 250 milhões para US$ 175 milhões para o ano fiscal de 1958, no entanto, após protestos de prefeitos de todo o país, o Congresso finalmente optou por aumentar o orçamento para US$ 350 milhões.
Em Junho de 1966, os projectos aprovados tinham a remoção prevista ou concluída para mais de quatrocentas mil casas, deslocando mais de trezentas mil famílias. Nas áreas de desocupação, 35% foram propostos para requalificação residencial, enquanto pouco mais de um quarto foi reservado para ruas e passeios. Embora inicialmente tenha começado com amplo apoio político, tornou-se controverso com o tempo. As autorizações subsidiadas pelo governo federal terminaram em 1974, depois de financiar mais de dois mil projectos de renovação a um custo de cerca de 50 mil milhões de dólares.

## Redesenvolvimentos

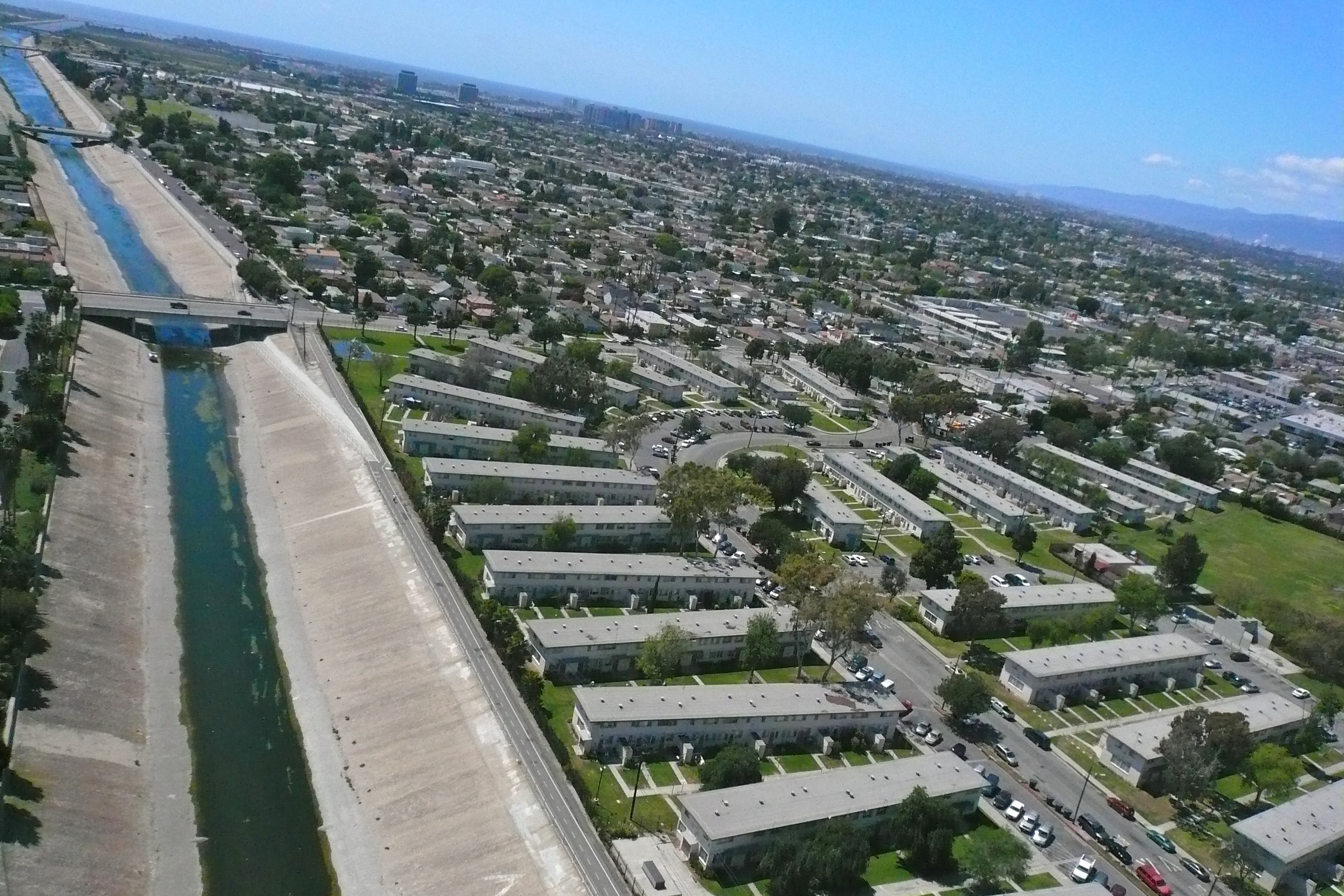
Mar Vista Gardens constr. em 1954 Los Angeles, CA

As propostas de eliminação de favelas surgiram já na década de 1820 em relação ao bairro de Five Points, em Lower Manhattan, na cidade de Nova York. Os esforços no final do século 19 foram bem-sucedidos na demolição da área de Mulberry Bend, então considerada uma das seções mais devastadas do bairro.
Mar Vista Gardens é um projeto habitacional concluído em 1954, construído em um campo de aipo abandonado. A construção foi interrompida no início da década de 1950, quando se descobriu que uma faixa de terra de 2,6 hectares eram território do condado de Los Angeles sendo anexadas em 1952 como parte das medidas de remoção de favelas. Manhattanville Houses é um projeto de habitação pública construído no final da década de 1950 em terrenos de desmatamento de favelas anteriormente ocupados por cortiços.